# Єскене
Єскене́ (каз. Ескене) — село у складі Макатського району Атирауської області Казахстану. Входить до складу Байгетобинського сільського округу.
У радянські часи існувало смт Іскінінський та селище при залізничній станції Іскіне. 1993 року Іскінінська селищна рада перетворена в Іскінинську селищну адміністрацію, селище при залізничній станції входить до складу селища Іскене (колишній Іскінінський). 2013 року ліквідовано Іскінинську селищну адміністрацію та селища Іскене, територія адміністрації переходить до складу Доссорської селищної адміністрації, селище при станції — до складу селища Доссор. 2017 року колишнє селище при залізниці утворило окреме село Єскене.
Населення — 261 особа (2021; 155 у 1989).